# Лесли (тауншип, Миннесота)
Лесли (англ. Leslie) — тауншип в округе Тодд, Миннесота, США. На 2000 год его население составило 690 человек.

## География
По данным Бюро переписи населения США площадь тауншипа составляет 93,8 км², из которых 89,4 км² занимает суша, а 4,4 км² — вода (4,67 %).

## Демография
По данным переписи населения 2000 года здесь находились 690 человек, 287 домохозяйств и 198 семей.  Плотность населения —  7,7 чел./км².  На территории тауншипа расположено 619 построек со средней плотностью 6,9 построек на один квадратный километр. Расовый состав населения: 97,10 % белых, 0,58 % коренных американцев, 2,17 % азиатов и 0,14 % приходится на две или более других рас. Испанцы или латиноамериканцы любой расы составляли 0,58 % от популяции тауншипа.
Из 287 домохозяйств в 21,6 % воспитывались дети до 18 лет, в 64,1 % проживали супружеские пары, в 3,5 % проживали незамужние женщины и в 30,7 % домохозяйств проживали несемейные люди. 25,8 % домохозяйств состояли из одного человека, при том 9,1 % из — одиноких пожилых людей старше 65 лет. Средний размер домохозяйства — 2,40, а семьи — 2,92 человека.
23,6 % населения — младше 18 лет, 3,9 % — в возрасте от 18 до 24 лет, 19,6 % — от 25 до 44, 35,4 % — от 45 до 64, и 17,5 % — старше 65 лет. Средний возраст — 47 лет. На каждые 100 женщин приходилось 119,7 мужчин.  На каждые 100 женщин старше 18 приходилось 111,6 мужчин.
Средний годовой доход домохозяйства составлял 31 324 доллара, а средний годовой доход семьи —  40 000 долларов. Средний доход мужчин —  30 938  долларов, в то время как у женщин — 22 000. Доход на душу населения составил 21 344 доллара. За чертой бедности находились 9,9 % семей и 7,6 % всего населения тауншипа, из которых 2,7 % младше 18 и 17,4 % старше 65 лет.